# Andrea Lekić
Andrea Lekić (6. septembar 1987. Beograd) srpska je rukometašica koja trenutno igra za Ferencvaroš na poziciji srednjeg beka, a od 2006. do 2021. igrala je za reprezentaciju Srbije, sa kojom je osvojila srebrnu medalju na Svetskom prvenstvu 2013.

## Karijera
Rukomet je počela da igra 2000. godine u ORK Beogradu koji je u tom periodu u mlađim kategorijama dominirao prvenstvima Beograda i Srbije. Karijera je krenula pravilnim koracima unapred posle prelaska u najtrofejni rukometni klub u Srbiji - Radnički Beograd.
Aranđelovac je bio sledeća destinacija. Sa Knjaz Milošem je osvojila titulu i postala prvak Srbije u sezoni 2006/07. To je bila prva titula Knjaz Miloša u istoriji kluba.
Posle primamljivih ponuda iz inostranstva izbor je 2007. godine pao na dvostrukog osvajača Lige šampiona, slovenački Krim. Sa Krimom je osvojila četiri duple krune u Sloveniji i tri puta stigla do četvrtfinala elitnog klupskog takmičenja - Lige šampiona. Bila je najbolja igračica slovenačke lige 2011.godine.
Posle četiri godine u Ljubljani u kojima je izrasla u jednog od najboljih organizatora igre u Evropi, Lekić je iz širokog spektra ekipa koje su je želele, prihvatila ponudu jednog od najjačih evropskih timova i od sezone 2011/12. do sezone 2012/13 nosi dres višestrukog mađarskog šampiona, ekipe Đera.U prvoj sezoni joj je izmakla evropska kruna u finalu sa ekipom Podgoričke Budućnosti, ali je do najvećeg uspeha u klupskoj karijeri stigla maja 2013. godine, kada je mađarski šampion u finalu EHF Lige šampiona savladao norveški Larvik. Osvojila je i dve duple krune sa Đerom u Mađarskoj.
Leta 2013.godine se odlučila za još jedan profesionalni izazov potpisom ugovora sa makedonskim Vardarom koji je rukometnoj javnosti predstavio ozbiljan projekat stvaranja novog sportskog brenda Makedonije. U prvih par meseci postala je lider tima koji se u debitantskoj sezoni plasirao na prvi F4 turnir Lige šampiona u Budimpešti. Vardar je u mađarskoj prestonici zauzeo treće mesto ostvarivši tako najveći uspeh u svojoj istoriji. Vardar je i naredne četiri godine bio učesnik F4 Lige šampiona u Budimpešti. Posle tri treća mesta i dva nesrećna vicešampionska naslova u Ligi šampiona(oba finala izgubljena na gol razlike u poslednjim sekundama) sa Vardarom, Andrea menja klub i odlazi u Bukurešt, pa zatim u Budućnost iz Podgorice. Pored 10 domaćih trofeja sa Vardarom, dva sa ekipom Budućnosti, osvojila je i dva trofeja u Rumuniji i bila MVP finalnog turnira. Usledio je povratak u Krim na godinu dana odakle se posle nove duple krune seli u Budimpeštu gde u leto 2022. godine oblači dres sportskog društva sa najvećom bazom navijača u Mađarskoj. Ferencvaroš već prve godine Andrea iskustvom i majstorijama vodi do najveceg uspeha u istoriji, plasmana na EHF FINAL FOUR pa zatim i u veliko finale Lige šampiona. Druga sezona u Budimpešti se takođe pokazala uspešnom jer je Ferencvaroš prvi put posle 27 godina stigao do oba domaća trofeja. U tekućoj sezoni 2024/25 kao prvi inostrani kapiten u istoriji kluba dugoj 75 godina, Andrea je podigla treći uzastopni trofej Kupa Mađarske (ukupno svoj peti) posle velike drame i preokreta za pobedu u duelu sa Đerom.
Dres seniorske reprezentacije Srbije, Andrea je prvi put obukla 2006. godine kao veliki potencijal srpskog rukometa. Iste godine ucestvovala je na Evropskom prvenstvu u Švedskoj. Za državni tim nastupala je na sedam Evropskih prvenstava: u Švedskoj (2006), Makedoniji(2008), Danskoj i Norveškoj(2010), Srbiji(2012), Hrvatskoj(2014), Francuskoj(2018) i Danskoj i Norveškoj(2020), a najveći uspeh na kontinentalnim smotrama ostvaren je 2012. godine u Srbiji – četvrto mesto.
Najveci uspeh u dresu Srbije, ostvarila je osvajanjem srebrne medalje na Svetskom prvenstvu u Beogradu decembra 2013.godine gde je kao kapiten predvodila nacionalni tim do najvećeg uspeha srpskog rukometa u ovom veku.

## Uspesi
Najveće individualno priznanje u svetu rukometa, Andrea je dobila proglašenjem za najbolju igračicu planete u izboru Međunarodne rukometne Federacije za 2013. godinu. Još jednom je bila nominovana za najbolju, dve godine ranije, kada je zauzela četvrto mesto. Dobitnica je najvećeg društveno-sportskog priznanja u Srbiji koje se dobija samo jednom u životu – Majske nagrade. Izabrana je u idealnu postavu Evropskog prvenstva 2012. godine kao najbolji srednji bek. Najbolja igračica Srbije u izboru Rukometnog Saveza Srbije za 2012. 2013. i 2024. godinu. Deset godina je birana za najbolju rukometašicu Srbije u izboru renomiranog specijalizovanog portala Balkan-Handball.com, od 2009. do 2013.godine, a najbolja je bila i 2016, 2017, 2022, 2023 i 2024.godine. Bila je MVP Regionalne lige i Handball Fieste, a šest puta je birana i za najbolju igračicu prostora bivše Jugoslavije (2009, 2010, 2013, 2016, 2017, 2023).
Za najbolju igračicu sveta u prestižnom izboru Handball-Planet.com nominovana je čak 6 puta (2013, 2014, 2017, 2018, 2023, 2024) što je u rasponu od 11 godina zaista raritet u ovom sportu.
Bila je najmlađa rukometašica na svetu koja je postigla 500 golova u Ligi šampiona, četvrta u istoriji koja je prešla cifru od 1000 golova, a trenutno je na trećem mestu liste strelaca svih vremena sa 1078 golova.
Organizator je rukometne akademije za decu “Andrea Lekic”, koji iza sebe ima osam uspešnih izdanja i ozbiljne planove u budućnosti. Diplomirala je na Fakultetu za turistički i hotelijerski menadžment i Fakultetu za sport.
- U sezoni 2008/09 bila je treći strelac Lige šampiona.[4]
- Iste sezone bila je MVP Regionalne lige.[5]
- Izabrana za najbolju igračicu regiona i Srbije u 2009.godini na portalu Balkan-Handball.com[6]
- Izabrana za najbolju igračicu regiona na portalu Balkan-Handball.com i u 2010.godini[7]
- Treću godinu zaredom (2008, 2009, 2010) izabrana za najbolju igračicu Srbije[8]
- Golovi i asistencije u dresu Krima i reprezentacije Srbije svrstale su je među najtraženije igračice Evrope.[9]
- Izabrana u All star postavu na tradicionalnom turniru - Møbelringen Cup 2010[10]
- Sa seniorskom reprezentacijom Srbije učestvovala na četiri Evropska prvenstva (2006, 2008, 2010, 2012).
- Izabrana u najbolji tim Evropskog prvenstva 2012. na poziciji srednjeg beka.
- U izboru Međunarodne rukometne federacije proglašena je za najbolju rukometašicu sveta u 2013. godini[11]
- Majska nagrada (2014)

## Spoljašnje veze
- Zvaničan sajt Архивирано на веб-сајту  (4. децембар 2018)
- Sajt Rukometne Akademije Andrea Lekić Архивирано на веб-сајту  (31. децембар 2014)
- Fan strana Andree Lekić
- Najlepša sportistkinja Srbije u 2009
- Golovi i asistencije
- Профил на